# Ryan Porteous
Ryan Porteous, né le 25 mars 1999 à Dalkeith en Écosse, est un footballeur écossais qui évolue au poste de défenseur central au Los Angeles FC.

## Biographie

### Carrière en club
Né à Dalkeith en Écosse, Ryan Porteous est formé par le Hibernian FC en Écosse. Mais avant de jouer pour l'équipe première il est prêté en quatrième division écossaise au Edinburgh City, où il prend part à 24 matchs et marque 3 buts.
De retour au Hibernian FC il joue son premier match avec l'équipe professionnelle le 15 juillet 2017, à l'occasion d'une rencontre de coupe de la Ligue écossaise face au Montrose FC. Il est titulaire ce jour-là et son équipe s'impose sur le score de 4-0. Le 25 juillet suivant il inscrit ses deux premiers buts en professionnel, lors de cette même compétition, cette fois-ci contre le Arbroath FC, contre qui son équipe s'impose largement (6-1). Porteous fait sa première apparition en Scottish Premiership face au Kilmarnock FC, le 31 octobre 2017. Ce jour-là, il entre en jeu à la place de Brandon Barker et le Hibernian FC s'impose sur le score de trois buts à zéro. Il n'est alors pas encore un membre à part entière de l'équipe première et avec l'équipe de jeunes il joue la finale de la Scottish Youth Cup face à l'Aberdeen FC en 2017-2018. Durant ce match il marque d'ailleurs un but, celui de l'ouverture du score et son équipe remporte le match par trois buts à un.
En octobre 2018, Porteous prolonge son contrat avec l'Hibernian FC jusqu'en 2023.
En janvier 2020 il se blesse gravement au genou ce qui l'éloigne des terrains pour de longs mois.
Le 22 mai 2021, Porteous est titulaire lors de la finale de la Coupe d'Écosse face au St Johnstone FC. Son équipe s'incline toutefois par un but à zéro ce jour-là,.
Le 27 janvier 2023, Ryan Porteous s'engage en faveur du Watford FC. Il signe un contrat courant jusqu'en juin 2027.
Porteous se fait remarquer dès son premier match en marquant son premier but pour le club, le 4 février 2023, lors d'une rencontre de championnat face au Watford FC. Il est titularisé mais les deux équipes se neutralisent (2-2 score final),.
Le 3 février 2025, Ryan Porteous est prêté par Watford à Preston North End jusqu'à la fin de la saison.

### En sélection
Ryan Porteous joue son premier match avec l'équipe d'Écosse espoirs le 27 mai 2018 face au Togo. Il est titularisé ce jour-là en défense central aux côtés de Jason Kerr et les deux équipes font match nul (1-1).
En novembre 2019 il est pour la première fois appelé en équipe nationale d'Écosse pour les matchs face à Chypre et contre le Kazakhstan. Mais il reste sur le banc sans entrer en jeu lors de ces deux rencontres.
En juin 2024, il fait partie de la liste des 26 joueurs convoqués par Steve Clarke pour disputer l'Euro 2024 . Titulaire lors du match d'ouverture face à l'Allemagne il se distingue en commettant une terrible faute sur İlkay Gündoğan. Cette faute sera dès lors sanctionnée d'un penalty pour les allemands et d'un carton rouge pour Porteous laissant ses partenaires à 10. Les écossais s'inclineront lourdement 5-1. 

## Vie personnelle
Ryan a une sœur prénommée Emma qui a elle aussi joué pour Hibernian, dans l'équipe féminine.
En octobre 2020, Ryan Porteous rejoint l'association caritative Common Goal, fondée par Juan Mata.

## Palmarès
- Hibernian FC
  - Finaliste de la Coupe d'Écosse en 2021
  - Finaliste de la Coupe de la Ligue écossaise en 2021